# Larry Tesler
Lawrence (Larry) Gordon Tesler (ur. 24 kwietnia 1945  w Nowym Jorku, zm. 17 lutego 2020 w Portola Valley) – amerykański programista. Twórca poleceń kopiuj-wklej (1973–1976), współtwórca języka programowania Compel. Absolwent Stanford University, związany m.in. z Xerox PARC, Apple Inc. (1980–1997), Amazon.com i Yahoo!.